# Kattfåglar
Kattfåglar (Ailuroedus) är ett släkte av fåglar i familjen lövsalsfåglar.
Släktet omfattar tättingar med storlek motsvarande nötskrikor, förekommande i Australien och på Nya Guinea. De tillhör lövsalsfåglarnas familj, men bygger inga ”arenor” eller dylikt.
Det gemensamma namnet kattfåglar anspelar på hannarnas höga, jamande läte. Namnet kattfågel används också om två inte alls närbesläktade amerikanska härmtrastar, grå kattfågel (Dumetella carolinensis) och svart kattfågel (Melanoptila glabrirostris).

## Arter
Efter en uppdelning av buccoides består släktet numera oftast av sex arter:
- Vitörad kattfågel (A. buccoides)
- Bronskronad kattfågel (A. geislerorum)
- Ockrabröstad kattfågel (A. stonii)
- Grön kattfågel (A. crassirostris)
- Svartörad kattfågel (A. melanotis)
- Fläckig kattfågel (A. maculosus)